# Зачарована 2
«Зачарована 2» (англ. Disenchanted) — американський фентезійний музичний романтичний фільм 2022 року, виробництва кінокомпаній "Walt Disney Pictures", знятий режисером Адамом Шенкманом, є продовженням фільму 2007 року "Зачарована". У головних ролях повернуться Емі Адамс, Патрік Демпсі, Джеймс Марсден та Ідіна Мензел, а Габріелла Балдаччино замінить Рейчел Кові. До акторського складу також приєднаються Майя Рудольф, Іветт Ніколь Браун, Джейма Мейс та Оскар Нунез.
Алан Менкен і Стівен Шварц також повернуться як автори пісень до фільму, а Алан Менкен знову пише саундтрек до фільму. Емі Адамс також є продюсером фільму разом з Баррі Джозефсоном та Баррі Зонненфельдом. Прем'єра фільму в США відбудеться в 2022 році, на даний момент, без точної дати виходу як ексклюзив на Disney+.

## Синопсис
Через п'ятнадцять років після подій першого фільму Жизель, Роберт і Морган переїжджають у новий будинок у передмісті Монровілля. За спільнотою спостерігає Мальвіна Монро, яка має мерзенні наміри щодо сім'ї. Коли виникають проблеми, Жизель починає мріяти про те, щоб їхнє життя було схожим на казку. Заклинання призводить до зворотного ефекту, і Жизель поспішає врятувати свою родину і свою батьківщину, королівство Андалазію, перш ніж годинник проб'є північ.

## У ролях
- Емі Адамс — у ролі Жизель[7]
- Патрік Демпсі — у ролі Роберта Філіпа[7][8]
- Майя Рудольф — у ролі Мальвіни Монро[7][9]
- Габріелла Балдаччино — у ролі Моргани Філіп[10]
- Джеймс Марсден — у ролі Принца Едварда[7][11]
- Ідіна Мензел — у ролі Ненсі Тремейн[7][11]
- Іветт Ніколь Браун — у ролі Розалін[7][9]
- Джейма Мейс — у ролі Рубі[7][9]
- Колтон Стюарт[10] — у ролі сина Мальвіни[12]
- Оскар Нунез[10] — у ролі Едгара[12]

## Виробництво

### Розробка
У лютому 2010 року Variety повідомила, що Walt Disney Pictures планує зняти продовження фільму " Зачарована ", який знову продюсуватимуть Баррі Джозефсон і Баррі Зонненфельд. Джессі Нельсон була призначена для написання сценарію, а Енн Флетчер буде режисером. Дісней сподівався, що актори з першого фільму повернуться і що фільм вийде в 2011.
У липні 2014 року Дісней найняв сценаристів Девіда Стема та Девіда Вайса для написання сценарію сіквела, а також найняв Флетчера для постановки фільму. У жовтні 2016 року The Hollywood Reporter оголосив, що Адам Шенкман розпочав переговори про створення сіквела під назвою «Зачарована 2» (англ. Disenchanted); що Емі Адамс знову повторить свою роль; і що зйомки мали розпочатися влітку 2017 року. У січні 2018 року Шенкман заявив, що сценарій сиквела буде готовий протягом кількох тижнів, і наступним кроком буде написання музики. Він також сказав, що у фільмі буде більше пісень, ніж у оригінальному фільмі, але з такою самою кількістю анімації.
21 травня 2019 Менкен заявив, що до того моменту Дісней ще не схвалив фільм, оскільки сценаристи все ще намагалися розібратися в сценарії. 28 лютого 2020 року Шварц сказав, що зустрічі з приводу фільму проходили в Лондоні, і повідомив, що Шенкман також буде сценаристом фільму.
У грудні 2020 року, на дні інвесторів Disney, президент виробництва Walt Disney Studios Шон Бейлі офіційно оголосив про сіквел. Як повідомляється, саме робота Бріжит Хейлз найостаннішого автора проекту отримала зелене світло для сіквела через 14 років.

### Підготовка до виробництва
У березні 2020 року «Зачарований 2» розпочався передпродакшн, і Шенкман все ще шукав режисера фільму Через пандемію коронавірусу підготовка до зйомок фільму велася окремо. У грудні 2020 року з'ясувалося, що Дісней найняв Бріджітт Хейлз, Річарда Лагравенезе, Скотта Нойстедтера та Майкла Х. Уебера для роботи над сценарієм фільму. У січні 2021 року під час телешоу Good Morning America Патрік Демпсі сказав, що планує розпочати виробництво навесні того ж року.

### Зйомки
Раніше очікувалося, що знімальний період розпочнеться 3 травня 2021 року в Лос-Анджелесі в штаті Каліфорнія.
23 квітня 2021 повідомлялося, що зйомки фільму почнуться влітку в Ірландії і завершаться в серпні. Фільм частково зніматиметься в Енніскеррі, де станом на 1 травня 2021 будувався знімальний майданчик, в той час як інші очікувані місця включають міста Віклоу і Дублін. 6 травня 2021 Адамс підтвердила в Instagram, що приїхала в Ірландію, щоб почати зйомки фільму. Зйомки офіційно розпочалися 17 травня 2021. 8 липня 2021 року Джеймс Марсден та Ідіна Мензель прибули в Дублін, Ірландію, щоб повторити свої ролі принца Едварда та Ненсі Тремейн. Зйомки в Ірландії завершилися 22 липня 2021.

## Саундтрек
У березні 2018 року режисер Адам Шенкман повідомив, що Алан Менкен та Стівен Шварц повернуться з першого фільму, щоб написати пісні для продовження. У березні 2020 Менкен повідомив, що почав працювати над музикою фільму. У квітні 2020 Менкен сказав, що він і Шварц пишуть пісні для фільму.
В інтерв'ю журналу Variety наприкінці квітня 2021 року, Патрік Демпсі показав, що він співатиме для фільму. У травні 2021 року Шварц сказав, що у фільмі буде сім пісень та повторів, у тому числі дві пісні для Ненсі, яку грає Мензель, чия пісня у першому фільмі була вирізана.

## Випуск
Прем'єра «Зачарованої 2» має відбутися на стрімінговому сервісі Disney+.